# Hubert Seiwert
Hubert Seiwert (* 16. Juni 1949 in Saarbrücken) ist ein deutscher Religionswissenschaftler und Religionshistoriker.

## Laufbahn

### Ausbildung und Professuren
Seiwert studierte Religionswissenschaft in Bonn bis zur Promotion 1978 mit dem Thema Orakelwesen und Zukunftsdeutung im chinesischen Altertum. 1979 bis 1994 war er tätig an der Universität Hannover; zunächst als Hochschulassistent, nach der 1983 erfolgten Habilitation ab 1985 mit eigenem Lehrstuhl für Religionswissenschaft. Seit 1994 war Seiwert Professor für Allgemeine und vergleichende Religionswissenschaft am Religionswissenschaftlichen Institut der Universität Leipzig. 2014 wurde er emeritiert, bleibt aber der Hochschule mit Lehr- und Forschungstätigkeit verbunden.

### Arbeitsgebiete
Schwerpunktmäßig forscht und lehrt Seiwert zu den Bereichen Religionen in China, Theorie und Methode der Religionswissenschaft, Neue religiöse Bewegungen und der Rolle von Religion in Prozessen kultureller Dynamik.

### Sektendebatte
Seiwert hatte eine exponierte Position in der Debatte über so genannte Sekten in der Mitte der 1990er Jahre. Als Sachverständiges Mitglied der Enquête-Kommission Sogenannte Sekten und Psychogruppen und in zahlreichen Publikationen trat er für eine Versachlichung der Diskussion ein und plädierte für eine wissenschaftliche Bewertung neuer religiöser Bewegungen.
Gemeinsam mit der Abgeordneten Angelika Köster-Loßack (Bündnis 90/Die Grünen) verfasste Seiwert ein vielzitiertes siebzigseitiges Sondervotum zum Abschlussbericht der Enquête-Kommission. In ihm wird vor allem kritisiert, dass die umfangreichen Handlungsempfehlungen der Kommission in keinem Verhältnis zu den zugrundeliegenden wissenschaftlichen Erkenntnissen über die Gefährlichkeit solcher Gruppen stünden, die nicht nachweisbar sei. 

### Sonstiges
Neben akademischer Forschungs- und Lehrtätigkeit ist Seiwert auch Mitherausgeber zweier Fachzeitschriften (Zeitschrift für Religionswissenschaft, Religion–Staat–Gesellschaft). Bis 2009 war er 1. Vorsitzender der Deutschen Vereinigung für Religionswissenschaft und Fachvertreter für Religionswissenschaft in der Deutschen Forschungsgemeinschaft.

## Schriften
- Religionsfreiheit und Konformismus. Über Minderheiten und die Macht der Mehrheit. Mit Aufsätzen und Essays von Gerhard Besier, Hermann Lübbe, Johannes Neumann, Hubert Seiwert und anderen, LIT Verlag, Münster 2004, ISBN 3-8258-7654-3.
- Popular religious movements and heterodox sects in Chinese history. Hubert Seiwert, Brill, Leiden 2003, ISBN 90-04-13146-9.
- Volksreligion und nationale Tradition in Taiwan. Studien zur regionalen Religionsgeschichte einer chinesischen Provinz. Hubert Seiwert, Steiner, Stuttgart 1985, ISBN 3-515-04247-4.
- Orakelwesen und Zukunftsdeutung im chinesischen Altertum. Eine religionsgeschichtliche Untersuchung zur Entwicklung des Welt- und Menschenbildes während der Zhou-Dynastie. Hubert Seiwert, Bonn 1979.

## Festschrift
- Christoph Kleine, Edith Franke und Heinz Mürmel (Hrsg.): Devianz und Dynamik: Festschrift für Hubert Seiwert zum 65. Geburtstag, Vandenhoeck & Ruprecht, Göttingen 2014. ISBN 978-3-647-54037-5.